# Piero l'Aratore

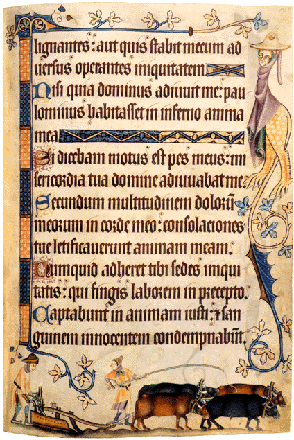
Pagina dal Salterio Luttrell del XIV secolo che mostra drolleries sul margine destro e un aratore in basso

Piero l'aratore (datato tra il 1370 e il 1390) anche noto come Visio Willelmi de Petro Plowman (La visione di William di Piero Plowman) è un poema allegorico in medio inglese di William Langland. È scritto in versi non rimati, allitterativi, divisi in sezioni chiamate passus.
Come Sir Gawain e il Cavaliere Verde, Piero l'Aratore è considerato da molti critici una delle più grandi opere della letteratura inglese del Medioevo, avendo preceduto e influenzato I racconti di Canterbury di Geoffrey Chaucer. L'opera contiene inoltre il primo riferimento noto ad una tradizione letteraria dei racconti di Robin Hood.
Esistono tre versioni distinte del poema note come testi A, B e C. Il B è la versione che ha subito più modifiche e adattamenti, rivedendo ed estendendo il testo A di oltre quattromila righe.

## Struttura
Il poema ruota attorno ad un misto di allegoria teologica e satira sociale, riguarda la ricerca del narratore/sognatore per la vera vita cristiana nel contesto del cattolicesimo medievale. Questo viaggio si svolge all'interno di una serie di visioni oniriche; il sognatore ricerca, tra le altre cose, i personaggi allegorici Dowel ("Do-Well", fa bene), Dobet ("Do-Better", fa meglio) e Dobest ("Do-Best", fa il meglio). Il poema è diviso in passus ("passi"), le cui divisioni variano a seconda della versione.

## Titolo e autore
È ormai comunemente accettato che Piero l'Aratore sia stato scritto da William Langland, di cui si sa poco. Questa attribuzione si basa principalmente su un manoscritto di inizio XV secolo del testo C conservato al Trinity College di Dublino (MS 212), che attribuisce l'opera a un uomo, chiamato 'Willielmus de Langlond ':
Ossia:
Altri manoscritti nominano anche l'autore come "Robert o William Langland" o "Wilhelmus W." (che potrebbe essere l'abbreviazione di "William of Wychwood").

## Adattamenti
Nel 2017, una produzione teatrale britannica del poema è stata sviluppata da Tom Chivers, con il nome di "Fair Field". Comprendeva una mostra alla National Poetry Library e una serie di podcast pubblicati dal Guardian.